# عنکبوت گرگی تارانتولا
عنکبوت گرگی تارانتولا (نام علمی: Lycosa tarantula) نام یک گونه از تیره عنکبوت‌های گرگی است.